# 岐阜天文台

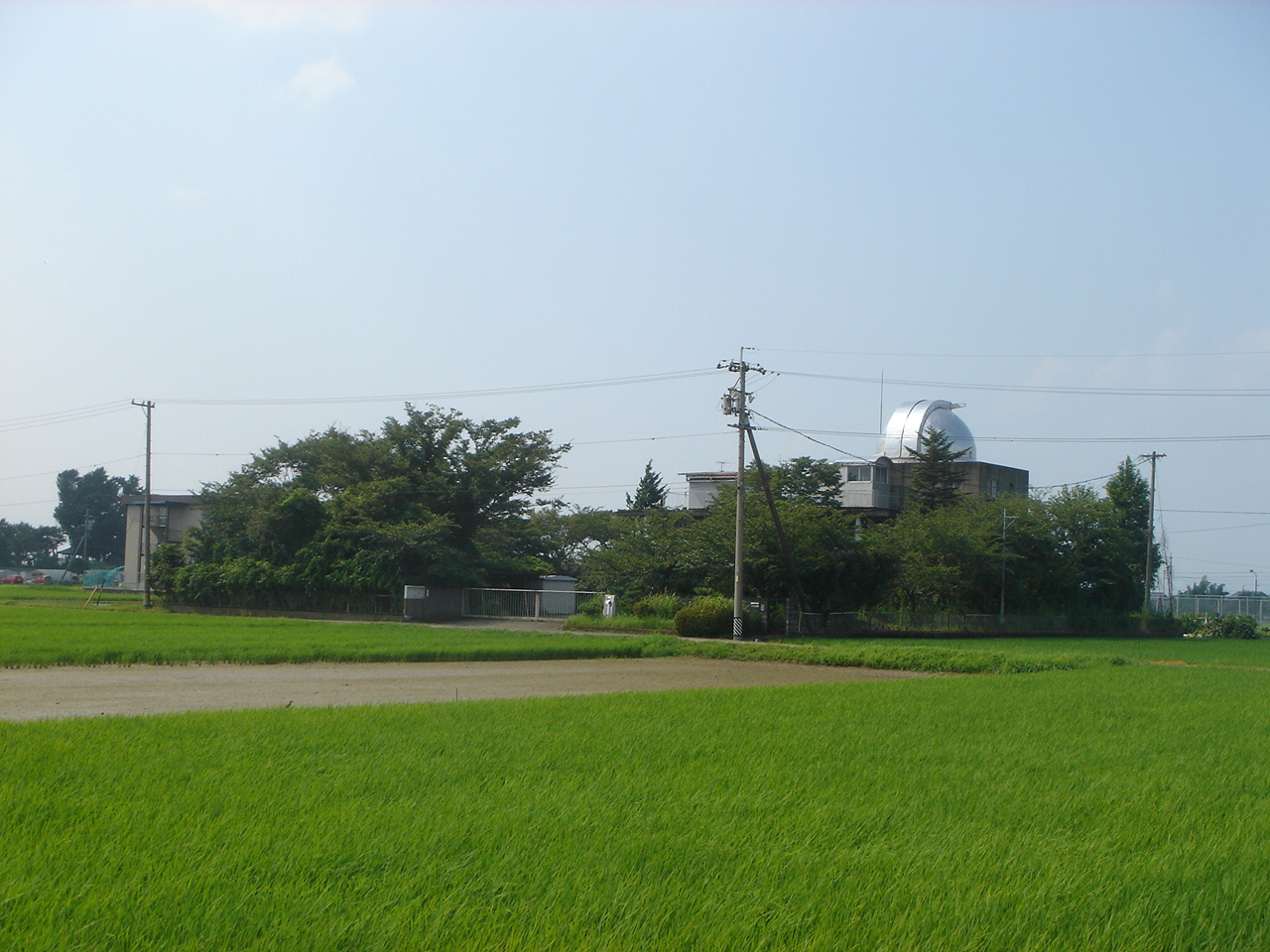
2007年（平成19年）撮影

岐阜天文台（ぎふてんもんだい）は、岐阜県岐阜市（旧羽島郡柳津町）にある民間天文台。公益財団法人岐阜天文台が運営する。通称：高桑天文台。

## 概要
- 設置者：公益財団法人岐阜天文台
- 開設日：1971年（昭和46年）2月
- 所在地：岐阜県岐阜市柳津町高桑西3-75
- 公開日：毎月第1・3土曜日、毎月第3土曜日は天文教室も行なっている。
- 主設備：25cm屈折望遠鏡、屈折望遠鏡としては国内屈指の大きさである。

## 沿革
- 1971年（昭和46年）2月 - 岐阜天文台を開台。初代台長は正村一忠。
- 1971年（昭和46年）7月 - 財団法人岐阜天文台認可。
- 1982年（昭和57年）8月 - 岐阜県山県郡美山町（現在の山県市）に、美山観測所設置。
- 1998年（平成10年）11月 - 初代台長の正村一忠が急死。正村一人が台長に就任。

## その他
初代台長の正村一忠が急死した直後、岐阜天文台周辺の都市化による観測条件の悪化もあり、廃止も考えられたという。
事務局は岐阜市加野1186-1、正村歯科の中にあり、基本的に連絡はこちらで受け付けることが多い。

## 交通アクセス
- JR岐阜駅バスターミナル（JR東海道本線・高山本線 岐阜駅北口）より岐阜バスを利用。
  - 4番のりば：「高桑」行き「高桑」バス停下車、徒歩で約15分。
  - 6番のりば：「岐阜聖徳学園大学」「県自動車会館」行き「岐阜聖徳学園大学」バス停下車、徒歩で約5分。

- 名鉄岐阜のりば（名鉄名古屋本線・各務原線 名鉄岐阜駅西）より岐阜バスを利用。
  - 1番のりば：「岐阜聖徳学園大学」「県自動車会館」行き「岐阜聖徳学園大学」バス停下車、徒歩で約5分。
  - 2番のりば：「高桑」行き「高桑」バス停下車、徒歩で約15分。

- 大垣駅前バスのりば（JR東海道本線・養老鉄道養老線・樽見鉄道樽見線 大垣駅南口）2番のりば。
  - 名阪近鉄バス「岐阜聖徳学園大学」行き終点下車、徒歩で約5分。